# 硫酸铝铵
十二水合硫酸铝铵，俗名铵明矾，化学式NH4Al(SO4)2·12H2O。在一些應用中會用到少量的硫酸铝铵，天然的十二水合硫酸铝铵是一種名為tschermigite的礦物。

## 性质
硫酸铝铵为无色、透明结晶體或白色粉末。其微溶于水、稀酸和甘油，水溶液呈酸性。不溶于醇。

## 制法
由硫酸铝溶液与硫酸铵溶液反应，并经冷却结晶、离心分离、洗涤和干燥制得。
{\displaystyle {\rm {\ Al_{2}(SO_{4})_{3}+(NH_{4})_{2}SO_{4}+12H_{2}O\rightarrow 2NH_{4}Al(SO_{4})_{2}\cdot 12H_{2}O}}}

## 用途
硫酸铝铵不是主要的工業化學品或是實驗室常用的化學藥品，但因為它無毒且價格便宜，因此常用在一些利基型的應用中，例如水的淨化、植物膠、瓷器水泥、體香劑、皮革製造、染整及防火織料。硫酸铝铵可以抑制細菌生長，硫酸铝铵和汗水混合的水溶液，其pH值一般會在微酸的範圍內，約為4至5。
硫酸铝铵是動物驅蟲噴霧劑的常見成份。

## 毒性
硫酸铝铵中的硫酸鋁，是無毒的，LD50為6207 mg/kg。沒有註冊為對人類或是環境（低濃度下）有毒的物質。